# Keita Tanaka
Keita Tanaka (født 26. december 1989) er en japansk fodboldspiller, som spiller for den japanske fodboldklub FC Ryukyu.